# Delta unguiculatum
Delta unguiculatum  (лат.) — вид одиночных ос семейства Vespidae. Обитают в Европе, особенно в Крыму, также встречаются в Закавказье, Туркменистане, в горах Кыргызстана и Таджикистана.
Строят крупные свободные ячейки из грязи. Провизией для рода являются личинки жуков.

## Классификация
Выделяют несколько подвидов:
- Delta unguiculatum aschabadense Rad., 1893
- Delta unguiculatum libanense Giordani Soika, 1941
- Delta unguiculatum mauritanicum Giordani Soika, 1941
- Delta unguiculatum sporadense Schulthess, 1929

## Синонимы
Имеет множество синонимов:
- Eumenes huberti Saussure, 1852
- Eumenes olivieri Lepeletier, 1841
- Eumenes tadzhicorum Gussakovski, 1935
- Sphex cursor Christ, 1791
- Sphex lapicida Christ, 1791
- Vespa coangustata Rossi, 1790
- Vespa dumetorum Panzer, 1799
- Vespa unguiculatum Villers 1789